# Saint-Médard (Indre)
Saint-Médard è un comune francese di 44 abitanti situato nel dipartimento dell'Indre nella regione del Centro-Valle della Loira.

## Società

### Evoluzione demografica
Abitanti censiti